# El Toro (Minorque)
Pour les articles homonymes, voir El Toro.
El Toro, ou mont Toro, est le point culminant de l'île de Minorque avec 362 mètres d'altitude. Il est placé sur la municipalité d'Es Mercadal, au centre de l'île.
Le nom de Toro est une évolution, en partie à cause des différentes langues et cultures qui sont passées par l'île, du mot catalan turó (« colline » en français), puisque les gens de l'île en parlaient sous le nom d'el Turó.
Au sommet de la montagne se trouve le sanctuaire de la Vierge d'El Toro, patronne de Minorque, bâti en 1670 sur une église gothique et, en même temps, sur les ruines d'un ancien couvent.
Une légende explique que ce fut un taureau (en espagnol, toro) qui y découvrit la vierge.